# Вест-Чиллісквак Тауншип (округ Нортамберленд, Пенсільванія)
Вест-Чиллісквак Тауншип (англ. West Chillisquaque Township) — селище (англ. township) в США, в окрузі Нортамберленд штату Пенсільванія. Населення — 2597 осіб (2020).

## Демографія
Згідно з переписом 2010 року, у селищі мешкало 2627 осіб у 1145 домогосподарствах у складі 747 родин. Було 1232 помешкання
Расовий склад населення:
| - 97,5 % — білих - 1,0 % — чорних або афроамериканців - 0,2 % — азіатів |

До двох чи більше рас належало 1,1 %. Частка іспаномовних становила 1,4 % від усіх жителів.
За віковим діапазоном населення розподілялося таким чином: 18,4 % — особи молодші 18 років, 61,7 % — особи у віці 18—64 років, 19,9 % — особи у віці 65 років та старші. Медіана віку мешканця становила 46,6 року. На 100 осіб жіночої статі у селищі припадало 100,7 чоловіків;  на 100 жінок у віці від 18 років та старших — 93,7 чоловіків також старших 18 років.
Середній дохід на одне домашнє господарство  становив 52 327 доларів США (медіана — 39 178), а середній дохід на одну сім'ю — 63 496 доларів (медіана — 59 063). Медіана доходів становила 38 935 доларів для чоловіків та 30 179 доларів для жінок. За межею бідності перебувало 15,3 % осіб, у тому числі 34,6 % дітей у віці до 18 років та 5,5 % осіб у віці 65 років та старших.
Цивільне працевлаштоване населення становило 1372 особи. Основні галузі зайнятості: освіта, охорона здоров'я та соціальна допомога — 29,0 %, виробництво — 17,2 %, роздрібна торгівля — 12,1 %, мистецтво, розваги та відпочинок — 10,3 %.